# Mishima (bande originale)
Pour les articles homonymes, voir Mishima.
Mishima est la bande originale du film Mishima: A Life in Four Chapters de Paul Schrader, composée par Philip Glass.
Le quatuor pour cordes, interprété par le Kronos Quartet, est encore joué de nos jours, indépendamment de la bande originale. Il s'intitule Quatuor pour cordes no 3 Mishima.

## Fiche technique
- Compositeur : Philip Glass
- Quatuor à cordes interprété par : Kronos Quartet
- Chef d'orchestre : Michael Riesman
- Producteur : Kurt Munkacsi
- Label : Elektra/Nonesuch 7559-79113-2
- Année : 1985

## Pistes
| No  | Titre                                                    | Durée |
| --- | -------------------------------------------------------- | ----- |
| 1.  | Mishima / Opening                                        | 2:46  |
| 2.  | November 25 : Morning                                    | 4:08  |
| 3.  | 1934 : Grandmother & Kimitake                            | 3:37  |
| 4.  | Temple of the Golden Pavilion (Like Some Enormous Music) | 3:06  |
| 5.  | Osamu's Theme: Kyoko's House                             | 2:58  |
| 6.  | 1937 : Saint Sebastian                                   | 1:05  |
| 7.  | Kyoko's House (Stage Blood is not Enough)                | 5:00  |
| 8.  | November 25 : Ichigaya                                   | 2:11  |
| 9.  | 1957 : Award Montage                                     | 3:56  |
| 10. | Runaway Horses (Poetry Written With a Splash of Blood)   | 9:09  |
| 11. | 1962 : Body Building                                     | 1:29  |
| 12. | November 25 : The Last Day                               | 1:30  |
| 13. | F-104: Epilogue From Sun and Steel                       | 1:59  |
| 14. | Mishima / Closing                                        | 2:57  |